# Heinrich Rochna
Heinrich Rochna Viola (* Iquique, Chile, 18 de marzo de 1923) es un militar y educador chileno. 
Se casó con Hilda Cárcamo y tuvo con ella tres hijas. Estudió en la Escuela Militar y en la Academia Politécnica Militar (APM). Además estudió química, física y matemáticas en Suiza. 
Es teniente coronel (R) del Arma de Caballería y además posee el título de Ingeniero Politécnico APM en la especialidad de Química.
A nivel profesional se desempeñó en varias unidades del ejército chileno.
Entre los cargos que ocupó en el mundo civil destacan:
- Profesor de Química General y de Química Inorgánica, Universidad Técnica del Estado, 1960.
- Profesor de Cálculo de Ingeniería Química y de Proyectos Industriales, Escuela de Ingenieros, Universidad Técnica del Estado, 1964.

Durante la intervención de la Junta Militar en la Universidad de Concepción, fue designado como rector de esta universidad desde julio de 1975 y 1980.
| Predecesor: Guillermo González Bastias | Rector de la Universidad de Concepción 1975–1980 | Sucesor: Guillermo Clericus Etchegoyen |

- Datos: Q5893534